# Carlos Sherman
Carlos Sherman (belarussisch Карлас Шэрман; * 25. Oktober 1934 in Montevideo, Uruguay; † 4. März 2005 in Norwegen) war ein belarussisch-spanischer Übersetzer und Schriftsteller, Gründer und Vizepräsident des P.E.N. Zentrums in Belarus.
| Personendaten    | Personendaten |
| ---------------- | --- |
| NAME             | Sherman, Carlos |
| ALTERNATIVNAMEN  | Sherman Karlos Gregoriovich; Shėrman, Karlas Ryhoravich; Shėrman, Karlas Hrėhoryavich; Šèrman, Karlas Grègoryavìč; Шэрман, Карлас (belarussisch) |
| KURZBESCHREIBUNG | belarussisch-spanischer Übersetzer und Schriftsteller                                                                                            |
| GEBURTSDATUM     | 25. Oktober 1934 |
| GEBURTSORT       | Montevideo, Uruguay |
| STERBEDATUM      | 4. März 2005 |
| STERBEORT        | Norwegen |